# Тит Нумиций Приск
Тит Нумиций Приск (на латински: Titus Numicius Priscus) e политик на ранната Римска република през 5 век пр.н.е. Произлиза от фамилията Нумиции.
През 469 пр.н.е. е консул с Авъл Вергиний Трикост Целимонтан. Той се бие против еквите и волските.